# Montebourg
Montebourg is een gemeente in het Franse departement Manche (regio Normandië). De plaats maakt deel uit van het arrondissement Cherbourg-Octeville. Montebourg telde op 1 januari 2022 1.951 inwoners.
Van de tijd van Willem de Veroveraar tot de Franse Revolutie was de benedictijnenabdij van Montebourg actief. Deze abdij had in de Middeleeuwen relaties met kapittels van Engelse kathedralen.

## Geografie
De oppervlakte van Montebourg bedroeg op 1 januari 2022 5,89 vierkante kilometer; de bevolkingsdichtheid was toen 331,2 inwoners per km².

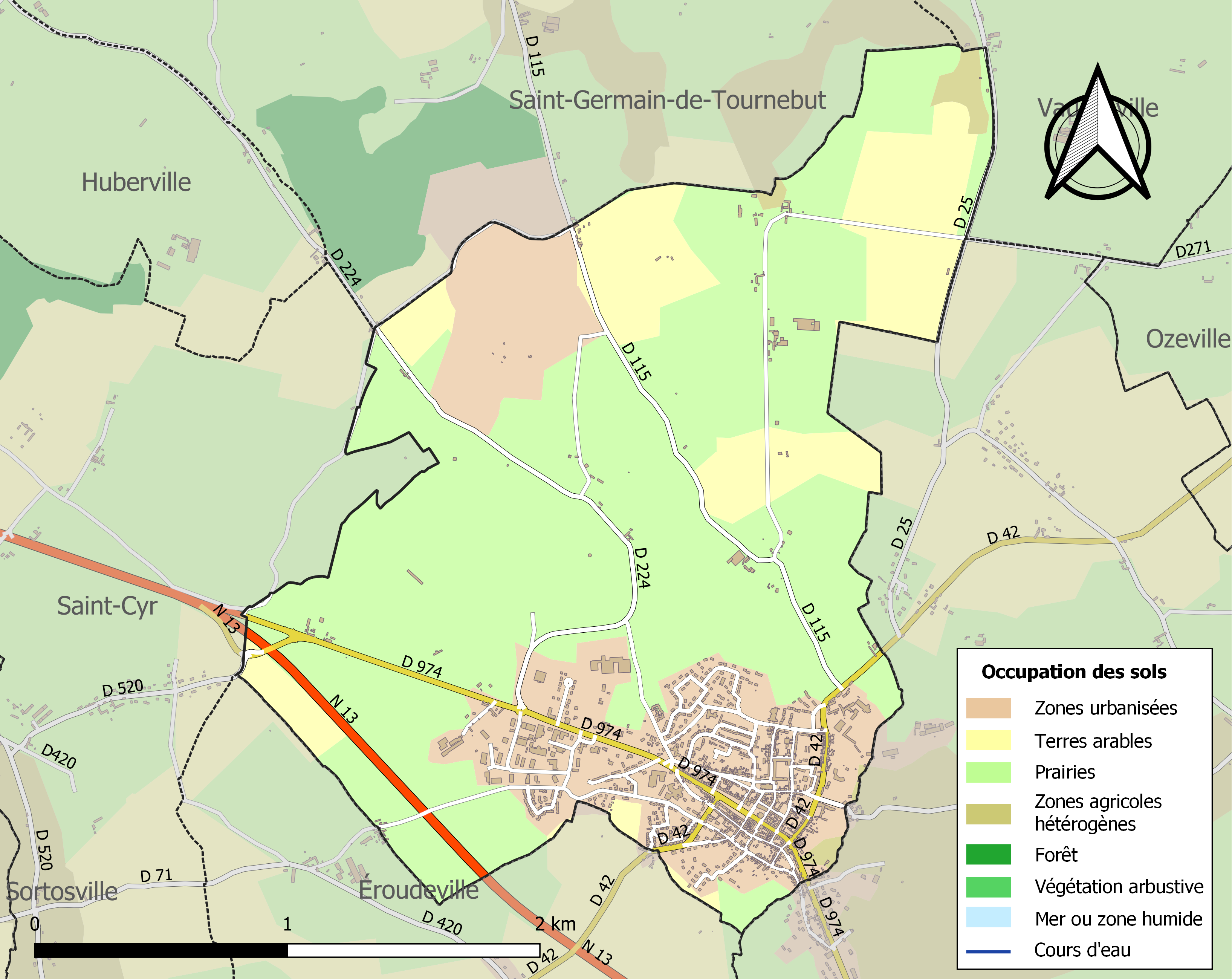
Kaart van de gemeente met de belangrijkste infrastructuur, bodemgebruik en omliggende gemeenten

## Demografie
Onderstaande figuur toont het verloop van het inwonertal (bron: INSEE-tellingen).

## Zustersteden
- Aken-Walheim
- Sturminster Newton, Dorset, England
- Saint Saviour (Guernsey)

## Galerij

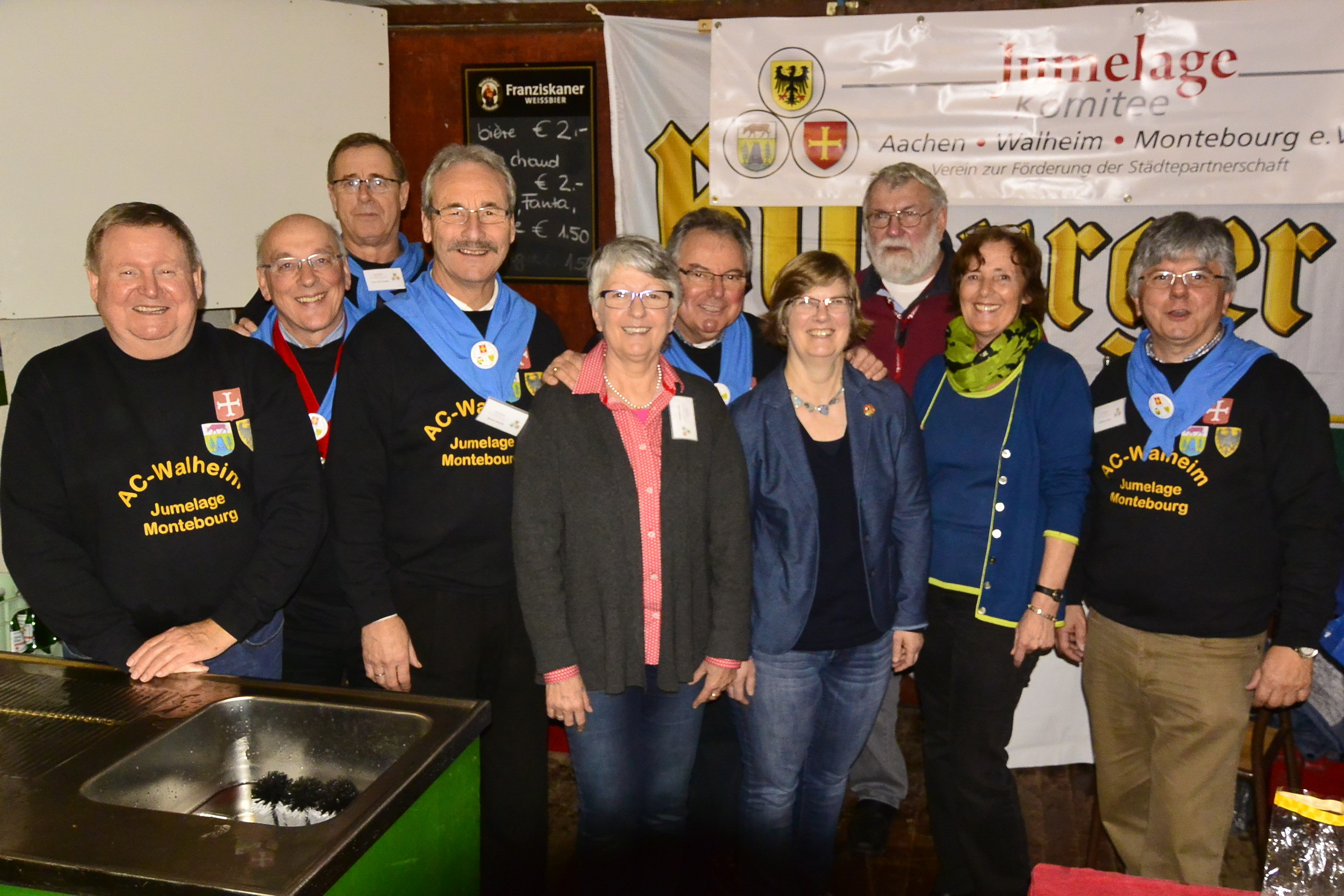
Aken Partnership Committee
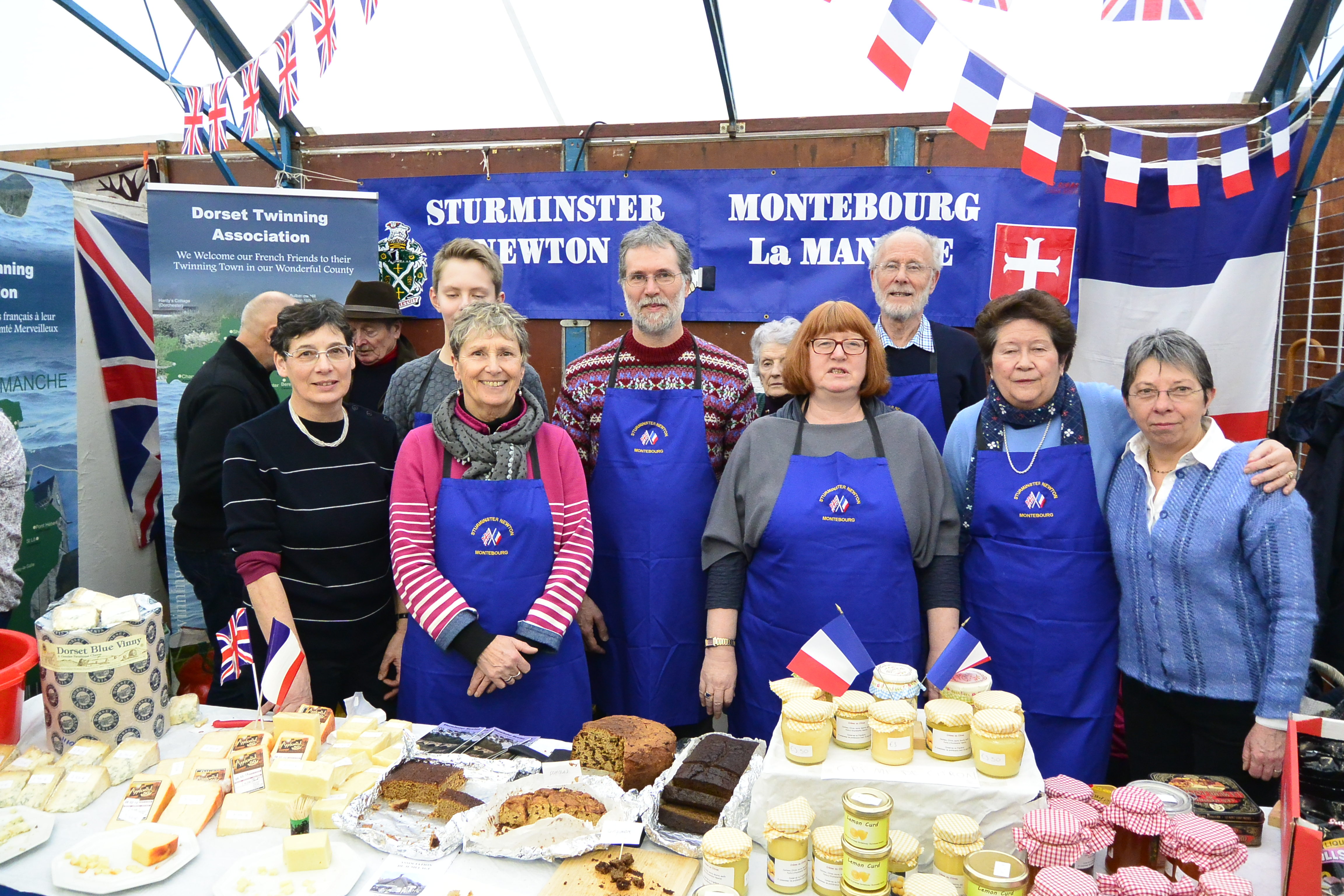
Sturminster Newton Partnership Committee
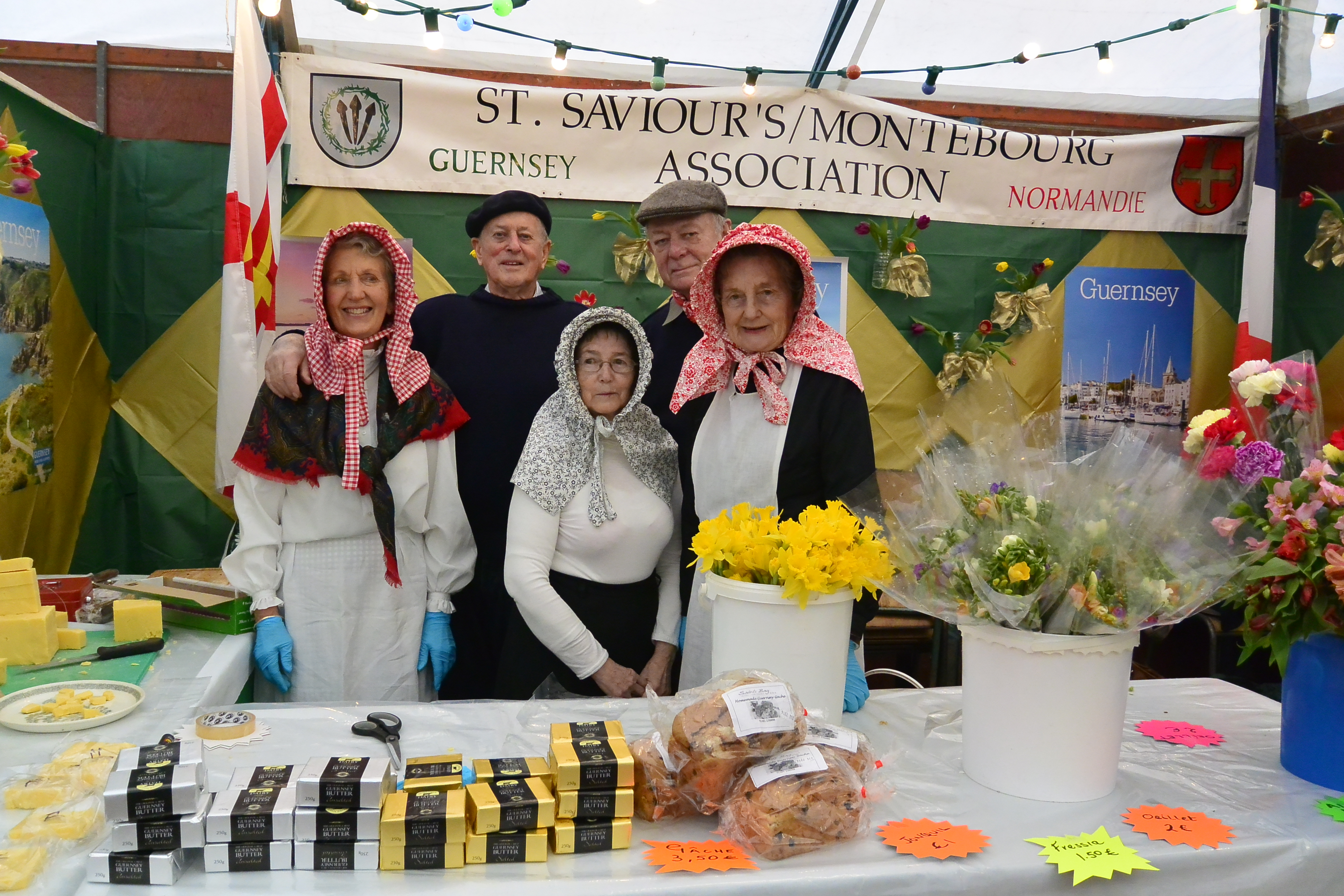
Saint Saviour Partnership Committee